# El Alcaide
El Alcaide es un barrio de Casabermeja (provincia de Málaga, España) que se construyó a principios del siglo xxi.

## Demografía
Viven 200 personas, aunque cada vez hay más casas en este barrio.

## Geografía

### Situación
Se encuentra en el municipio de Casabermeja. Al llegar al pueblo, se coge el desvío que lleva a Colmenar, hasta llegar a un puente. Al cruzar el puente, está El Alcaide. Es una urbanización de casas de dos pisos, aunque ahora se están haciendo algunas más modernas.

### Clima
El clima de El Alcaide es casi igual que el de Casabermeja, variando 1 °C o 2 °C menos en invierno. A menudo se producen heladas. Suele nevar sin cuajar, aunque a veces lo hace cuando hay una ola de frío del norte. En verano, el calor es el mismo.
- Datos: Q5820804